# 顏純左
顏純左（1955年10月15日—），臺灣醫師，民主進步黨籍，畢業於建國中學、高雄醫學大學，曾任臺南縣副縣長、臺南市副市長、民進黨臺南市黨部主委，第二十七屆醫療奉獻獎得主 。

## 早年
顏純左出生於臺南縣六甲鄉（今臺南市六甲區），就學於六甲國小、興國中學、臺北市立建國高級中學。高中畢業後，他就讀高雄醫學大學醫學系。
大學畢業後，他陸續在省立桃園醫院擔任內科住院醫師、總醫師，在嘉義林綜合醫院擔任內科主治醫師。後來在台南縣下營鄉成立診所執業。

## 政治生涯
曾任民主進步黨台南縣黨部評議委員召集人。2002年獲邀擔任行政院顧問。2004年，受時任臺南縣長蘇煥智邀請，出任臺南縣副縣長。2010年，在賴清德當選臺南縣市合併首任臺南市長後，被任命為副市長。
2014年台南市黨部主委選舉，以懸殊的差距大贏前省議員蔡介雄之子、市議員莊玉珠的丈夫蔡啟新四千三百餘票。同年底，臺南市議會議長選舉民進黨在市議會57席中佔有過半的29席，原先評估至少能掌握30票，但最後國民黨推出的李全教以29票贏過民進黨賴美惠的26票，當選議長。事後宣布辭去市黨部主委一職，以示負責，後來接受慰留。
2016年3月29日南榮科技大學校長黃聰亮邀請顏純左副市長在國際會議廳進行「新鴉片戰爭」專題演講，並且安排顏純左接受從奧地利專程來台的授證代表團頒發「史懷哲終身醫學成就獎」（Albert Schweitzer Lifetime Award for Medical Achievement 2016）、美國來台的授證代表頒贈「肯塔基州榮譽獎章」（KentuckyColonel Award）、以及東南亞著名的柬普寨吳哥窟大學頒贈「公共衛生管理 榮譽 博士」學位（AnHonorary Doctor/Doctor honoris causa in Public Health Administration from Angkor University inCambodia.）。
2016年同額競選連任市黨部主委。同年11月，宣布將參加民進黨臺南市長初選。2017年1月請辭，全力投入黨內初選，並轉任台南市政府首席顧問。
2019年爭取提名參選臺南市第一選舉區立法委員，不料卻在黨內初選敗給於2018年議員選舉連任失利的前市議員賴惠員；另有媒體報導，2019年10月經由科技大老介紹，透過李文宗向柯文哲爭取列入台灣民眾黨不分區立委。沉寂一陣子後，最終決定回歸醫師本行，原位於下營區和平街的「和平診所」已於2020年3月2日開幕。2023年總統選舉競選期間，出席於台南市新營區舉行的「雲嘉南智庫台灣選哲之友會」活動，他與柯文哲的關係再度引起猜測。